# Tuhemberua Ulu
Tuhemberua Ulu is een bestuurslaag in het regentschap Gunungsitoli van de provincie Noord-Sumatra, Indonesië. Tuhemberua Ulu telt 658 inwoners (volkstelling 2010).